# Скинени (Васлуй)
Скинени (рум. Schineni)— деревня, расположенная в жудеце Васлуй в Румынии. Административно подчинена городу Мурджени.

## География
Деревня расположена в 244 км к северо-востоку от Бухареста, 51 км к югу от Васлуя, 109 км к югу от Ясс, 86 км к северу от Галаца.

## Население
По данным переписи населения 2002 года в селе проживали 616 человек.

### Национальный состав
| Национальность | Кол-во человек | Процент |
| -------------- | -------------- | ------- |
| Румыны         | 616            | 100 %   |

### Родной язык
| Язык      | Кол-во человек | Процент |
| --------- | -------------- | ------- |
| Румынский | 616            | 100 %   |